# Victòria (partit polític grec)
El Moviment Patriòtic Democràtic - Victòria (en grec: Νίκη, Niki) és un partit polític grec conservador fundat per l'educador Dimitris Natsios en 2019.
El partit adopta un enfocament altament etnocèntric per abordar el repte demogràfic, defensant les fronteres tancades i fent servir una retòrica ultranacionalista sobre els valors familiars. S'associa amb els clergues de l'església ortodoxa grega. A més, el partit promou opinions anti-LGBTQ i ha participat en la difusió de propaganda contra les vacunes enmig de la pandèmia de la Covid-19. El seu líder, Dimitris Natsios, també s'ha mostrat contrari a la legalitat dels avortaments a Grècia.

## Història
El partit va ser fundat pel professor d'educació pública i teòleg Dimitrios Natsios el 17 de juny de 2019 a Tessalònica, després de la signatura de l'acord del Prespa i un mes abans de les eleccions parlamentàries de 2019, en les quals no va participar. En les següents, però, van presentar la candidatura del Partit, estant a punt d'entrar al Parlament (2.92%), afavorits per l'exclusió d'Alba Daurada. Va reunir els percentatges més grans en el nord de Grècia i específicament a Macedònia. Amb la repetició electoral de juny de 2023, finalment van obtenir el suport necessari (192.154 vots i el 3.7%) per entrar al Parlament amb 10 escons.
Es va denunciar el vincle d'alguns candidats amb els clergues dels monestirs del mont Atos, així com de les confraries cristianes ortodoxes, però el monestir de Philotheou i el monestir de Karakallos van negar públicament els informes. L'arquebisbe Jerónim va expressar la seva oposició a la instrumentalització de la fe, i el metropolità Anthimos d'Alexandrópolis es va referir a la intervenció dels cercles eclesiàstics a favor dels partits.
Respecte al finançament del partit, s'ha afirmat que va rebre suport d'empresaris i armadors específics, com Victor Restis, que van negar qualsevol participació, mentre que el partit va declarar que els seus ingressos provenen exclusivament de les donacions dels membres, i va sol·licitar el control financer per a tots els partits grecs.

## Ideologia
Niki ha estat descrit com un partit que pertany a l'espai més ampli de l'extrema dreta, amb la religió, la pàtria i la família com a eixos principals. El partit no se situa a si mateix en l'espectre esquerra-dreta, mentre que proposa una “governança cristianocéntrica” amb una separació paral·lela dels partits polítics de l'Estat. D'acord amb la seva constitució, els expolítics, funcionaris governamentals i maçons no són acceptats com a membres del partit. Així mateix, les posicions del partit inclouen el reclam que aquells polítics que han participat en governs acusats de dilapidar els diners públics i augmentar el deute públic han de retre comptes davant els tribunals, així com limitar el seu dret a la reelecció.
El partit fa referència a característiques de la nació grega que promou com la llengua, la història i la tradició, mentre que posa especial èmfasi en l'educació, criticant certs continguts dels llibres escolars i prejudiciant la redacció de nous. S'oposa fortament als avortaments i a l'educació sexual. Manté una postura negativa cap a la comunitat LGBT, el matrimoni entre persones del mateix sexe i l'adopció entre persones del mateix sexe. El partit ha promogut opinions antivacunes durant la Pandèmia COVID-19.
En matèria de política exterior, el partit rebutja per complet l'Acord del Prespa. Manté una actitud neutral cap a tercers països, afavorint l'ortodòxia com a element unificador dels pobles balcànics. No està d'acord amb el suport de Grècia a Ucraïna respecte a la invasió de Rússia, preferint en canvi la neutralitat. Quant a les relacions de Grècia amb Turquia, argumenta que els problemes entre ells només poden resoldre's amb una demostració de força.

## Resultats electorals

### Parlament grec
| Any       | Lider            | Participació | Participació | Participació | Participació | Participació | Pos. | Govern            |
| Any       | Lider            | Vots         | %            | ±pp          | Escons       | +/−          | Pos. | Govern            |
| --------- | ---------------- | ------------ | ------------ | ------------ | ------------ | ------------ | ---- | ----------------- |
| 2023 (I)  | Dimitris Natsios | 172,208      | 2.92%        | Nou          | 0 / 300      | Nou          | 6è   | Extraparlamentari |
| 2023 (II) | Dimitris Natsios | 192,239      | 3.69%        | +0.77        | 10 / 300     | 10           | 7è   | Oposició          |

### Parlament europeu
| Any  | Líder            | Vots    | %    | Escons | +/- | Pos. | Grup |
| ---- | ---------------- | ------- | ---- | ------ | --- | ---- | ---- |
| 2024 | Dimitris Natsios | 173,574 | 4.37 | 1 / 21 | Nou | 6è   | NI   |